# یواس‌اس پارتریج (ای‌ام‌سی‌یو-۳۶)
یواس‌اس پارتریج (ای‌ام‌سی‌یو-۳۶) (به انگلیسی: USS Partridge (AMCU-36)) یک کشتی بود که طول آن ۱۵۹ فوت (۴۸ متر) بود. این کشتی در سال ۱۹۴۴ ساخته شد.